# Gustave Prouvost
Gustave Prouvost (Tourcoing, 25 marzo 1887 – ...) è stato un pallanuotista francese.
È stato un membro della Francia che ha partecipato ai Giochi di Stoccolma 1912.